# Walter Glöckler

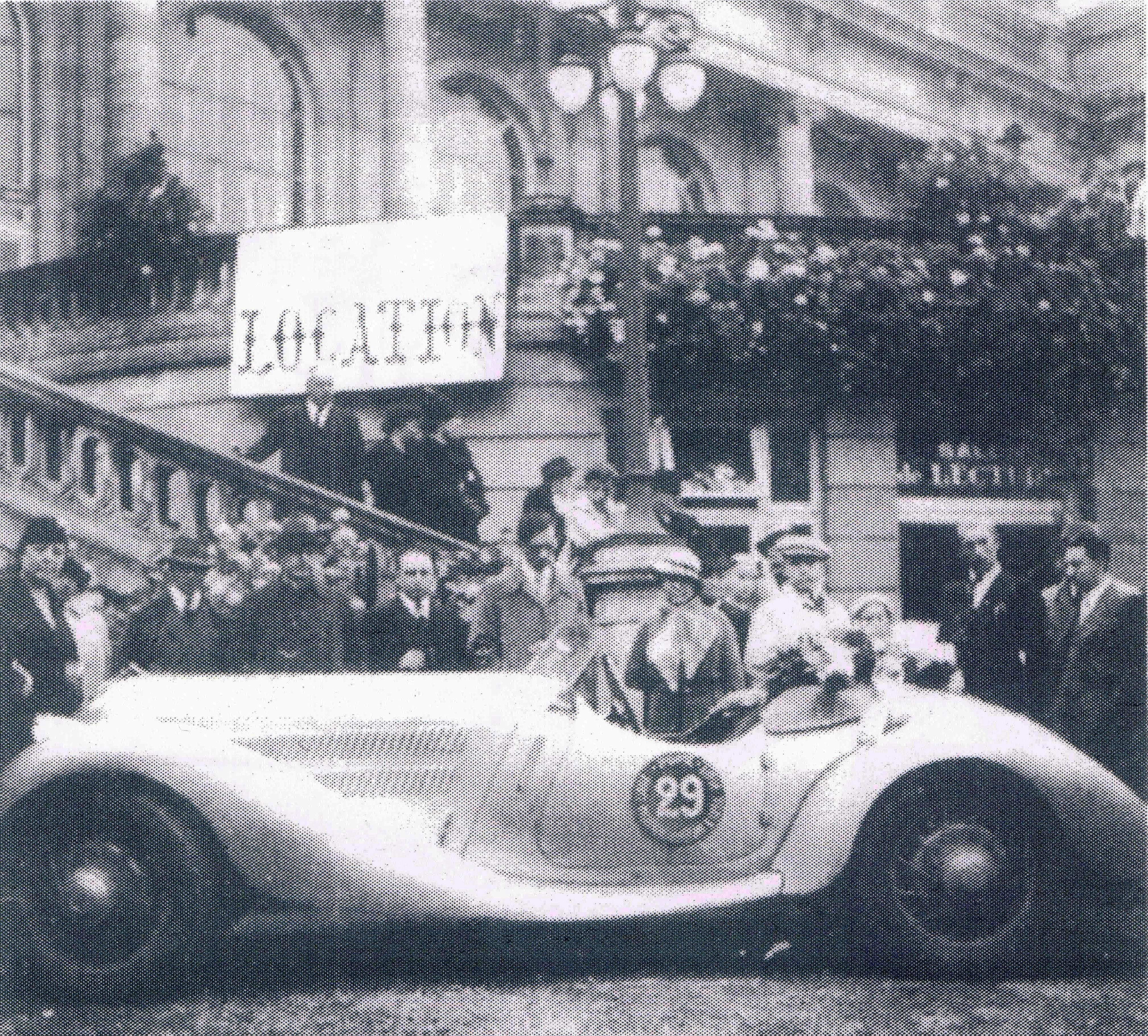
Lüttich–Rom–Lüttich 1937, das siegreiche Hanomag-Team Karl Häberle/Walter Glöckler bei der Ankunft am Casino in Spa mit ihrem Hanomag Sturm Typ 23 K

Walter Glöckler (* 15. Dezember 1908 in Frankfurt am Main; † 4. Januar 1988) war ein deutscher Automobil- und Motorradrennfahrer sowie Automobilkonstrukteur.

## Karriere
Walter Glöckler startete 1927 beim Eröffnungsrennen auf dem Nürburgring mit einer 250-cm³-NSU und gewann. Er war erst 19 Jahre alt. 1936 siegte er auf einem 1500-cm³-Hanomag beim Feldberg-Bergpreis in der Klasse der Sportwagen ohne Kompressor bis 1500 cm³ Hubraum.
Nach dem Zweiten Weltkrieg gewann Walter Glöckler 1949 auf einem Hanomag-Eigenbau beim Schauinsland-Bergrennen. Als Glöckler am 2. Oktober 1950 am Großen Feldberg im Taunus auf einem VW-Eigenbau die Sportwagenklasse bis 1100 cm³ gewann, hatte er den Deutschen Meistertitel in dieser Kategorie schon sicher.
Zwischen 1948 und 1954 konstruierten Walter Glöckler und Hermann Ramelow sieben verschiedene Rennwagen, meist auf Porsche-Basis. Drei Fahrer wurden mit einem 1100-cm³-Glöckler-Porsche Deutsche Sportwagenmeister: 1950 Walter Glöckler selbst, 1951 Hermann Kathrein und 1952 Heinz Brendel. Mit einer 1500-cm³-Porsche-Eigenkonstruktion gewann Walter Glöckler 1951 das Schauinsland-Bergrennen und wurde erneut Deutscher Sportwagenmeister. Walter-Glöckler-Konstruktionen wurden auch in die USA verkauft.
Im September 1951 fuhren Walter Glöckler, Petermax Müller aus Hannover, Huschke von Hanstein, Hermann Ramelow und Richard von Frankenberg mit dem 1500-cm³-Glöckler-Porsche einen 72-h-Weltrekord (11.000 km, Durchschnitt 152,35 km/h). 1953 konstruierten Glöckler und Ramelow für den Rennfahrer Richard Trenkel einen 1100-cm³-Porsche-Roadster, mit dem Trenkel prompt die Deutsche Sportwagenmeisterschaft 1953 gewann.
Auch Walter Glöcklers Vetter Helm war 1949 und 1952 Deutscher Rennsportmeister in der 1500-cm³-Kategorie (in einer weiteren verbesserten Walter-Glöckler-Porsche-Konstruktion) und 1955 zusammen mit Wolfgang Seidel auf Glöckler-Porsche-Spyder Mille-Miglia-Sieger. Schwester Erna Glöckler gewann 1931 in einem Dixi-BMW die 10.000-km-Fahrt durch Europa. Ihr Bruder Helm fuhr als Begleiter mit. Am Feldberg belegte sie 1927 auf der Bergstrecke von der Hohen Mark im Taunus zum Sandplacken den zweiten Platz in der Klasse bis 1500 cm³ in einem NSU-Tourenwagen.
Aber nicht nur Walter Glöckler, sein Cousin Helm und dessen Schwester Erna waren erfolgreiche Motorsportler, auch deren Väter waren es schon. Vater Otto Glöckler gewann am Feldberg 1921 mit einem NSU-Automobil (9 Steuer-PS) und Wilhelm Glöckler, Vater von Helm, siegte im selben Jahr in der 750-cm³-Motorradklasse und wiederholte den Sieg 1926 auf einer 750er Norton.
Walter Glöckler starb 1988 im Alter von 79 Jahren.

## Statistik

### Erfolge
- 1950 Deutscher Sportwagen-Meister in der Klasse bis 1100 cm³ auf Glöckler-Porsche
- 1951 Deutscher Sportwagen-Meister in der Klasse bis 1500 cm³ auf Glöckler-Porsche